# Quadrilobo

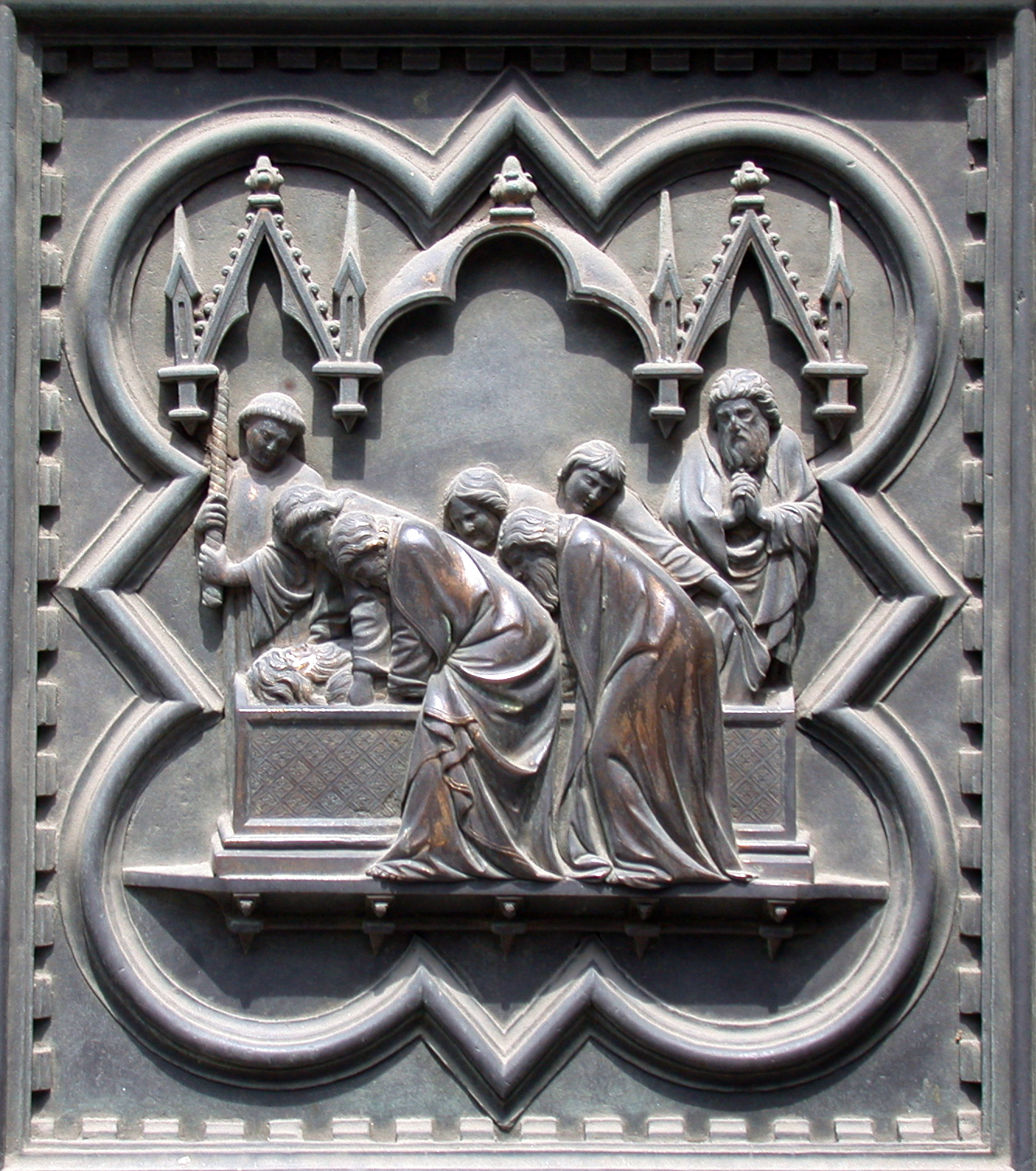
Andrea Pisano, Sepoltura di San Giovanni entro un quadrilobo, porta Sud del Battistero di Firenze

Il quadrilobo è un tipo di cornice usata nell'arte gotica e rinascimentale e nei relativi trafori.
Il quadrilobo è composto da quattro semicerchi disposti a croce, che formano una specie di quadrifoglio. È usato in pittura, in architettura, in scultura (bassorilievo) e in numismatica. La versione di tre lati è detta trilobo. 

## Il quadrilobo toscano
Il quadrilobo toscano è quello composto da un quadrato, disposto obliquamente come un rombo, sui cui lati si aprono quattro "lobi" (semicerchi). L'insieme crea una linea spezzata dal ritmo incalzante ma regolare, con il quale i migliori artisti seppero creare composizioni particolarmente dinamiche, soprattutto grazie all'uso di figure con linee prevalentemente orizzontali e verticali perpendicolari. 
La forma fu usata per la prima volta nelle formelle di Andrea Pisano per la porta sud (un tempo ad est) del Battistero di San Giovanni a Firenze e da qui riprese anche per la successiva porta nord, di Lorenzo Ghiberti. La usò ad esempio Taddeo Gaddi per le ante dipinte di un armadio ligneo oggi alla Galleria dell'Accademia. Inquadra inoltre l'emblema dell'Opera della Primaziale Pisana (Duomo di Pisa), costituito dalla scritta O₽E, cioè OPERAE, genitivo di OPERA.
Venne ripresa in epoca romantica, come citazione del medioevo e del rinascimento toscano.